# Jana Boerlakova
Jana Ivanovna Boerlakova (geboren als Jana Ivanovna Tisjtsjenko) (Russisch: Яна Ивановна Бурлакова; Izjevsk, 8 januari 2000) is een baanwielrenster uit Rusland die onder andere op de Wereldkampioenschappen baanwielrennen meerdere medailles won.

## Carrière
Haar eerste profmedaille won Boerlakova in 2019 bij de 500 meter tijdrit op de Russische kampioenschappen baanwielrennen. In de twee jaren daarna zegevierde ze meerdere malen op de Europese kampioenschappen baanwielrennen bij de beloften. In 2021 won ze haar eerste medailles bij de elite op het EK en WK. Tevens bleken dit voor twee jaar haar laatste optredens op het internationale toneel. Wegens de oorlog in Oekraïne was ze tot en met de WK van 2024 afwezig op de grootste internationale toernooien. Gelijk bij haar terugkeer won ze goud op de 500m tijdrit. Ze startte hier als laatste, drie Britse rensters stonden tot dat moment op het podium: Sophie Capewell, Katy Marchant en Emma Finucane. Enigszins onverwacht reed Boerlakova de tijdrit sneller dan alle drie de Britten en reed zodoende naar haar eerste gouden medaille. Boerlakova nam als enige renster deel onder de neutrale vlag.

## Overwinningen
| Jaar        | RK                        | EK                                                 | WK                                    | Overige                                   |
| Als belofte | Als belofte               | Als belofte                                        | Als belofte                           | Als belofte                               |
| ----------- | ------------------------- | -------------------------------------------------- | ------------------------------------- | ----------------------------------------- |
| 2019        |                           | 4e 500m tijdrit 4e sprint 4e teamsprint 10e keirin |                                       |                                           |
| 2020        |                           | teamsprint · 500m tijdrit · sprint                 |                                       |                                           |
| 2021        |                           | 500m tijdrit · teamsprint · sprint · keirin        |                                       |                                           |
| Als elite   |                           |                                                    |                                       |                                           |
| 2016        | 8e keirin 9e 500m tijdrit |                                                    |                                       |                                           |
| 2017        |                           |                                                    |                                       |                                           |
| 2018        |                           |                                                    |                                       |                                           |
| 2019        | 500m tijdrit · 4e sprint  |                                                    |                                       |                                           |
| 2020        |                           |                                                    |                                       |                                           |
| 2021        | keirin · 4e sprint        | keirin · 500m tijdrit · teamsprint                 | teamsprint · keirin · 6e 500m tijdrit | NC Sint-Petersburg: · teamsprint · sprint |
| 2022        | keirin · sprint           |                                                    |                                       |                                           |
| 2023        | Geen deelnames            | Geen deelnames                                     | Geen deelnames                        | Geen deelnames                            |
| 2024        |                           |                                                    | 500m tijdrit                          |                                           |
| 2025        |                           | sprint                                             |                                       |                                           |